# Caligula (film, 1979)
Pour les articles homonymes, voir Caligula (homonymie).
Pour plus de détails, voir Fiche technique et Distribution.
Caligula (titre original : Caligola) est un péplum érotico-pornographique italo-américain réalisé en grande partie par Tinto Brass, sorti en 1979. Il retrace l'ascension et la chute de l'empereur romain Caligula (né en 12 et mort en 41 apr. J.-C.), au pouvoir de 37 à 41. Tinto Brass, ayant refusé d'être crédité « réalisateur » de cette production en raison de modifications non souhaitées, n'apparaît au générique qu'en tant que chef opérateur. Le film n'a donc officiellement aucun réalisateur.
Le producteur américain Bob Guccione, fondateur du magazine Penthouse, avait l'intention de produire un film pour adultes à gros budget avec des acteurs de renom. Le scénariste Gore Vidal a l'idée d'un film sur l'empereur romain controversé et produit une ébauche de scénario. Le film est tourné aux Dear Studios à Rome, en coproduction avec Felix Cinematografica, la maison de production de Franco Rossellini, le neveu du cinéaste néoréaliste Roberto Rossellini. Il est mis en scène par le réalisateur italien Tinto Brass qui décide de modifier en profondeur le scénario original de Vidal, ce qui conduit ce dernier à désavouer le film. 
Entre scènes d'orgies et bacchanales infernales, le scénario final véhicule l'idée que « le pouvoir absolu corrompt absolument. » Les producteurs n'ont toutefois pas autorisé Brass à monter lui-même le film et en ont notablement modifié le ton et le style, en ajoutant des scènes pornographiques de sexe non simulées mettant en scène des mannequins de charme du magazine Penthouse en tant que figurantes filmées en postproduction par Guccione et Giancarlo Lui. Brass avait refusé de filmer ces séquences, car ni Vidal ni lui-même ne les trouvaient opportunes. La version du film sortie dans les cinémas italiens en 1979 et dans les cinémas américains et français l'année suivante ne tient pas compte des intentions de Brass de présenter le film comme une satire politique, ce qui l'a amené à désavouer le film à son tour.
La sortie de Caligula a donné lieu à des problèmes juridiques et à des controverses quant à ses teneurs violente et pornographique ; plusieurs versions censurées ont été diffusées dans le monde entier, tandis que la version non censurée reste interdite dans plusieurs pays. Malgré l'accueil critique globalement négatif, certains commentateurs le citant même parmi les pires films jamais réalisés, il est parfois considéré comme un film culte dont la signification politique et la représentation historique méritent d'être soulignés.

## Synopsis
Gaius Julius Caesar Augustus Germanicus, plus connu sous le nom de Caligula (c'est-à-dire « petite caligae », car il porte depuis son plus jeune âge la sandale classique du légionnaire), est le jeune héritier de son grand-oncle, l'empereur Tibère. Macron, préfet de la garde prétorienne et assistant personnel de l'empereur, se présente à Caligula et l'informe que Tibère souhaite qu'il se rende à Capri, où l'empereur vit avec son ami et conseiller, le sage sénateur Nerva, son frère rondouillard Claude (qui ne semble pas très intelligent et passe son temps à jouer aux dés) et son petit-fils Tiberius Gemellus, âgé de 15 ans. Arrivé à Capri, Caligula découvre que Tibère est devenu fou : son visage est défiguré par une maladie vénérienne et il est gravement paranoïaque : il voit en chacun son potentiel assassin, car il est persuadé que tout le monde veut son trône. Dans son palais, quand l'empereur ne nage pas en compagnie de jeunes garçons et filles nus qu'il appelle ses « petits poissons » il se plaît à assister à des spectacles sexuels dégradants incluant des personnes et des animaux difformes. Il traite Caligula de manière très hostile, faisant torturer un soldat pour avoir bu avant son service et l'achevant ensuite personnellement, dans le seul but de démontrer à son neveu qu'il vaut mieux être craint par son peuple qu'aimé de lui.
La tension entre le grand-oncle et le neveu augmente encore lorsque Caligula constate que l'empereur, qui ne le considère pas comme faisant partie de sa famille car il n'est qu'adopté, éprouve au contraire une affection sincère pour le jeune Gemellus, qu'il considère comme un être pur. Par la suite, Tibère tente d'empoisonner Caligula en lui donnant son propre calice. Soupçonnant quelque chose, Caligula s'empresse de confier le calice à une esclave, qui meurt instantanément après l'avoir bu. Quelques jours plus tard, le conseiller Nerva, horrifié et dégoûté par le despotisme et le mode de vie de Tibère, décide de se suicider dans une baignoire en se taillant les poignets. Tibère arrive juste à temps pour le supplier de ne pas le quitter, mais il est trop tard ; après la mort de Nerva, Tibère tombe dans un état catatonique. Caligula, qui s'est rendu à son chevet avec Macron, croit Tibère mort et lui subtilise l'anneau impérial ; Tibère se réveille alors, ordonnant à son neveu de le lui rendre, mais Macron intervient, étouffant le vieil empereur sous les yeux de Gemellus et de Caligula.
Immédiatement après les funérailles de Tibère, Caligula est officiellement proclamé empereur sous le nom de Caius César et plébiscité par la foule, qui l'appelle Caligula et méprise le cruel Tibère. À ses côtés, Caligula convoque sa sœur (et maîtresse) Drusilla pour qu'elle soit respectée comme son égale, au grand dam du Sénat romain. Pendant ce temps, la popularité du tribun Macron grandit auprès du peuple et du Sénat, au point que Caligula, se sentant menacé, ourdit un complot contre lui. Il organise un simulacre de procès au cours duquel Gemellus est intimidé pour témoigner que Macron a assassiné Tibère, puis fait bannir de Rome Ennia, l'épouse de Macron. Le prétorien est condamné à mort et décapité publiquement avec d'autres condamnés, au moyen d'une gigantesque faux mécanique, tandis que Caligula et le public se moquent de lui depuis les marches de l'amphithéâtre, en lui jetant des œufs. Par la suite, Caligula choisit Longin, un ancien centurion du régime précédent, comme assistant personnel, et le poste vacant de tribun occupé par Macron est repris par Cassius Chaerea, un patricien ex-centurion.
Drusilla, inquiète de l'absence d'héritiers, tente de trouver une épouse pour Caligula parmi les prêtresses d'Isis, une déesse égyptienne qu'elle et Caligula vénèrent en secret. Caligula, qui s'est présenté sous une apparence féminine aux jeunes prêtresses, choisit Cæsonia, une courtisane connue pour sa promiscuité sexuelle, comme épouse. Entre-temps, le comportement du jeune empereur commence à se dégrader, devenant semblable à celui de son défunt grand-oncle : il viole d'abord un couple pendant leur mariage, puis il commence à emmener son cheval partout dans le palais, allant jusqu'à le nommer consul et prêtre. Plus tard, il fait exécuter le pauvre Gemellus, qu'il accuse arbitrairement d'avoir conspiré contre lui. Lorsqu'on lui annonce que Cæsonia est enceinte, Caligula est atteint d'une étrange fièvre débilitante, au cours de laquelle il souffre et délire ; jusqu'à ce qu'il se rétablisse, le pouvoir est administré par sa sœur Drusilla. Une fois rétabli, Caligula assiste à l'accouchement de Cæsonia, qui donne naissance à une fille, appelée Julia Drusilla. Pour fêter l'événement, Caligula organise une grande fête au palais, au cours de laquelle les soldats dansent la chorégraphie qu'il a inventée et qui a tant plu à Tibère, tandis qu'une multitude d'hommes et de femmes se lancent dans une orgie sauvage, sous les yeux ravis de l'empereur. Mais sa joie est de courte durée : au cours des festivités, Drusilla est atteinte de la même fièvre que Caligula ; malgré les prières désespérées de ce dernier à Isis, Drusilla meurt, et Caligula, à la suite d'un effondrement nerveux, est pris d'une crise de folie, courant à travers le palais et profanant toutes les statues d'Isis.
En proie à la dépression, Caligula quitte le palais royal et erre dans les rues de Rome déguisé en homme du peuple ; lorsqu'il assiste à une pièce de théâtre qui tourne en dérision sa relation incestueuse avec sa sœur, il devient ivre de rage, au point de se faire arrêter. Après un court séjour en prison, Caligula est retrouvé par son assistant et libéré. Par la suite, dans un délire de toute-puissance, il s'autoproclame dieu et décide de planifier la destruction imminente de la classe sénatoriale, en humiliant publiquement les sénateurs, en confisquant leurs biens et en forçant leurs femmes à se prostituer au palais. L'ancienne religion est abolie avec pertes et fracas et l'armée est contrainte de collecter des papyrus sur la côte nord des Gaules pour les présenter comme la preuve que Caligula a conquis la Grande-Bretagne. Lassés de ses travers, Longin et Chærea complotent contre lui, avec la complicité du Sénat, qui voue désormais une haine mortelle à l'empereur.
Le lendemain, après avoir joué une pièce égyptienne dans son théâtre, Caligula, sa femme et sa fille sont victimes d'un complot : Chærea poignarde mortellement Caligula et Cæsonia, puis décapite leur garde du corps, Gigante ; un esclave, sur ses ordres, assassine leur fille. Une fois tués, leurs cadavres sont jetés dans l'escalier, et Claude, qui avait assisté impuissant à la scène et tenté en vain de se cacher, est saisi par les assassins et proclamé nouvel empereur : inepte et lâche, il sera facile à ses impitoyables collaborateurs de régner à sa place en restant dans l'ombre.

## Fiche technique
- Titre français : Caligula[1]
- Titre original italien : Caligola (version de 1979)[2] ; Io, Caligola (version de 1984)[3]
- Titre anglais : Caligula ou Gore Vidal's Caligula (version de 1979)
- Réalisation : Tinto Brass (crédité en tant que chef opérateur)
- Scénario : Gore Vidal, Tinto Brass, Franco Rossellini, Malcolm McDowell ; Masolino D'Amico (version italienne de 1984) ; Bob Guccione et Giancarlo Lui (scènes additionnelles)
- Photographie : Silvano Ippoliti (it)
- Montage : Nino Baragli, Russell Lloyd (non crédité) et Enzo Micarelli (version italienne de 1984)
- Musique : Bruno Nicolai (sous le nom de « Paul Clemente »), Sergueï Prokofiev, Aram Khatchatourian ; Renzo Rossellini (version italienne de 1984 : musique additionnelle)
- Effets spéciaux : Franco Celli, Marcello Coccia
- Décors : Danilo Donati, Franco Velchi (it)
- Costumes : Danilo Donati
- Maquillage : Giuseppe Banchelli, Iole Cecchini
- Lieu de tournage : Dear Studios (Rome)
- Budget : 17 500 000 $ (initial) ; 22 000 000 $ (final)
- Production : Bob Guccione, Franco Rossellini
- Sociétés de production : Felix Cinematographica (Rome), Penthouse Films International (New York)
- Sociétés de distribution : 
  - Italie : Produzioni Atlas Consorziate (P.A.C.)
  - États-Unis : Independent Artists
  - France : AMLF
- Pays de production :  Italie -  États-Unis
- Langues originales : italien, anglais
- Format : couleurs par Eastmancolor - 1,85:1 - son mono - 35 mm
- Durée : entre 102 et 157 minutes selon la version (voir la section Versions)
- Genre : péplum érotico-pornographique (voir la section Versions)
- Date de sortie :
  - Italie : 14 août 1979
  - États-Unis : 1er février 1980 (New York)
  - France : 2 juillet 1980[1],[4]
- Classification :
  - France : interdit aux moins de 16 ans[5]

## Distribution
- Malcolm McDowell (VF : Bernard Murat) : l'empereur Gaius Germanicus Caesar, Caligula
- Teresa Ann Savoy (VF : Françoise Dorner) : Julia Drusilla, sœur de Caligula
- Guido Mannari (VF : Jean Claudio) : Macron
- John Gielgud (VF : Georges Riquier) : Nerva
- Peter O'Toole (VF : François Chaumette) : l'empereur Tibère
- Giancarlo Badessi : Claude
- Bruno Brive (VF : Thierry Bourdon) : Gemellus
- Adriana Asti (VF : Régine Blaess) : Ennia, épouse de Macron
- Leopoldo Trieste : Charicles
- Paolo Bonacelli (VF : René Arrieu) : Chærea
- John Steiner (VF : René Renot) : Longin le centurion
- Mirella D'Angelo : Livia, sœur de Caligula
- Helen Mirren (VF : Martine Messager) : Cæsonia, épouse de Caligula
- Osiride Pevarello (it) : Gigante
- Anneka Di Lorenzo (en) : Messaline
- Lori Wagner : Agrippine, sœur de Caligula
- Rick Parets (en) : Mnester (en)
- Paula Mitchell : la chanteuse Subura
- Donato Placido : Proculus
- Valerie Rae Clark : la prêtresse d'Isis (version pornographique)

## Production

### Genèse et développement

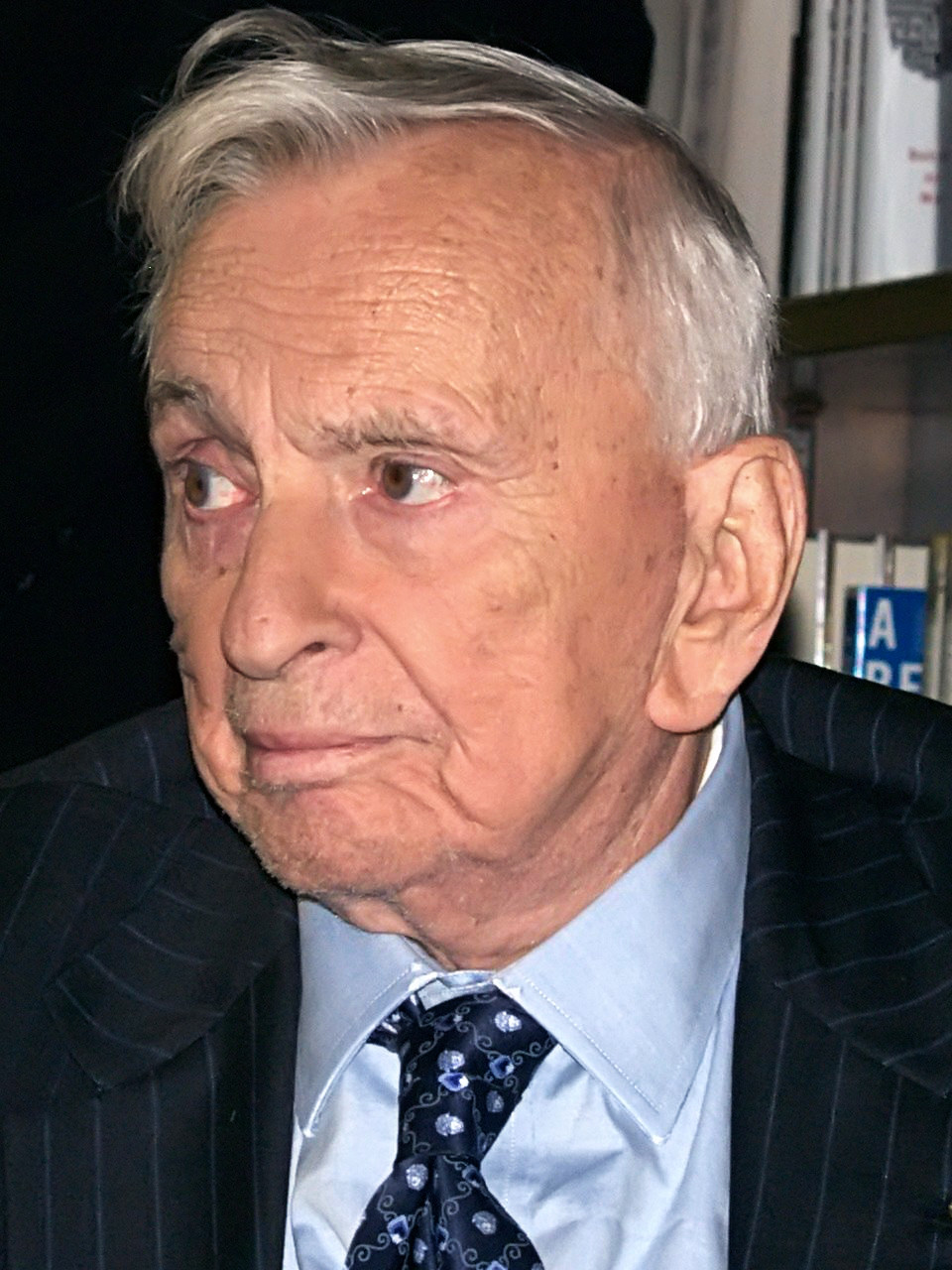
Gore Vidal a été payé 200000 dollars pour écrire le scénario de Caligula ; en fin de compte, le générique du film ne liste aucun scénariste officiel, se contentant d'indiquer qu'il était « adapté d'un scénario » de Vidal.

Le magazine britannico-américain pour hommes Penthouse a longtemps été impliqué dans le financement de films, aidant à investir dans des films réalisés par d'autres studios, notamment Chinatown (1974), Plein la gueule (1974) et Le Jour du fléau (1975), mais il n'a jamais produit de film lui-même. Le fondateur du magazine, Bob Guccione, désire produire un film pour adultes à gros budget ; il décide alors de produire un film sur l'ascension et la chute de l'empereur romain Caligula. Le développement a commencé sous la direction du producteur Franco Rossellini, neveu du cinéaste Roberto Rossellini. Un scénario est écrit par Lina Wertmüller, mais Guccione le rejette et engage Gore Vidal pour écrire un nouveau scénario. Le scénario de Vidal met fortement l'accent sur l'homosexualité, ce qui conduit Guccione à exiger des réécritures qui atténuent l'aspect homosexuel pour attirer un public plus large. Guccione était préoccupé par le fait que le scénario de Vidal contenait plusieurs scènes de sexe homosexuel et une seule scène de sexe hétérosexuel, entre Caligula et sa sœur Drusilla,. Vidal est payé 200 000 dollars américains pour son scénario, qui s'intitule Gore Vidal's Caligula.
Danilo Donati, le chef décorateur et costumier de confiance de Federico Fellini, est engagé pour concevoir les décors monumentaux du film, mais également les costumes, les bijoux, les coiffures, les perruques et le maquillage des acteurs. Plusieurs acteurs grand public sont engagés, Guccione ayant l'intention de faire un film qui, à l'instar de Citizen Kane, ferait date dans l'histoire du cinéma. Pour le choix du réalisateur, les producteurs défendent longtemps les noms de John Huston et de Lina Wertmüller, mais tous deux refusent. Après avoir visionné des scènes du film Salon Kitty (1975), Guccione accepte de déjeuner avec le réalisateur italien de ce film, Tinto Brass, convaincu que Brass serait la personne idéale pour réaliser Caligula. Brass avait la réputation d'être difficile à gérer sur les plateaux de tournage, mais Guccione pensait que la portée épique du film permettrait de « garder [Brass] dans le droit chemin » et que Brass comprendrait suffisamment le concept du film pour le réaliser. Brass lit le scénario de Vidal et en parle comme de « l'œuvre d'un artériosclérotique vieillissant » et n'accepte de le réaliser que s'il est autorisé à le réécrire de fond en comble. Le scénario de Brass donne plus de place à l'érotisme en incluant des orgies, des phallus décoratifs et beaucoup de nudité féminine. Selon Guccione, les réécritures de Brass ont été faites par nécessité pour l'esthétique du film et n'ont pas tant modifié le dialogue ou l'intrigue.

Dans un entretien pour le magazine américain Time, Vidal déclare que dans la production cinématographique, les réalisateurs sont des « parasites » et que l'auteur d'un film est son scénariste ; après avoir lu l'entretien, Brass exige le retrait de Vidal du plateau, ce que Guccione accepte. Guccione considére le film comme un « effort collectif, impliquant la contribution d'un grand nombre d'artistes et d'artisans », et le réalisateur comme le meneur d'un « travail d'équipe ». Vidal annonce un litige contractuel au sujet du film en raison des réécritures de Brass ; Guccione déclare que Vidal avait exigé 10 % des bénéfices du film, ce qui, selon Vidal, n'était pas le cas. Vidal se distancie alors de la production, qualifiant Brass de « mégalomane ». Brass annonce publiquement : 

« Si jamais je voulais faire du mal à Gore Vidal, je publierais son scénario. »

 Le nom de Vidal est retiré du titre du film ; le générique est modifié pour indiquer que le film est « adapté d'un scénario de Gore Vidal », sans citer de scénariste officiel. Guccione déclare alors : « Le travail de Gore est pratiquement terminé et le travail de Tinto peut commencer. »

### Thèmes
« Et que servira-t-il à un homme de gagner le monde entier, s'il perd son âme ? »

— Marc 8:36, cité au début du film, établissant le thème du film selon lequel « le pouvoir absolu corrompt absolument. »

Le thème principal du film est que « le pouvoir absolu corrompt absolument. » Le scénario de Vidal présentait Caligula comme un homme bon poussé à la folie par le pouvoir absolu ; le scénario de Brass envisage a contrario Caligula comme un « monstre né ». Pour affirmer son pouvoir absolu, l'empereur humilie les membres de l'aristocratie romaine, hommes et femmes. Dans son ouvrage sur le cinéma épique, l'auteur Djoymi Baker décrit le scénario de Brass comme « un film anti-épique avec un antihéros, qui s'engage dans une décadence misanthropique et auto-destructrice. » D'après Guccione, la version intégrale est plus violente que sexuelle : 

« Je maintiens que le film est en fait anti-érotique... dans chacune de ces scènes, vous trouverez un mélange d'atrocités, de violences ou d'autres éléments repoussants. »

### Attribution des rôles

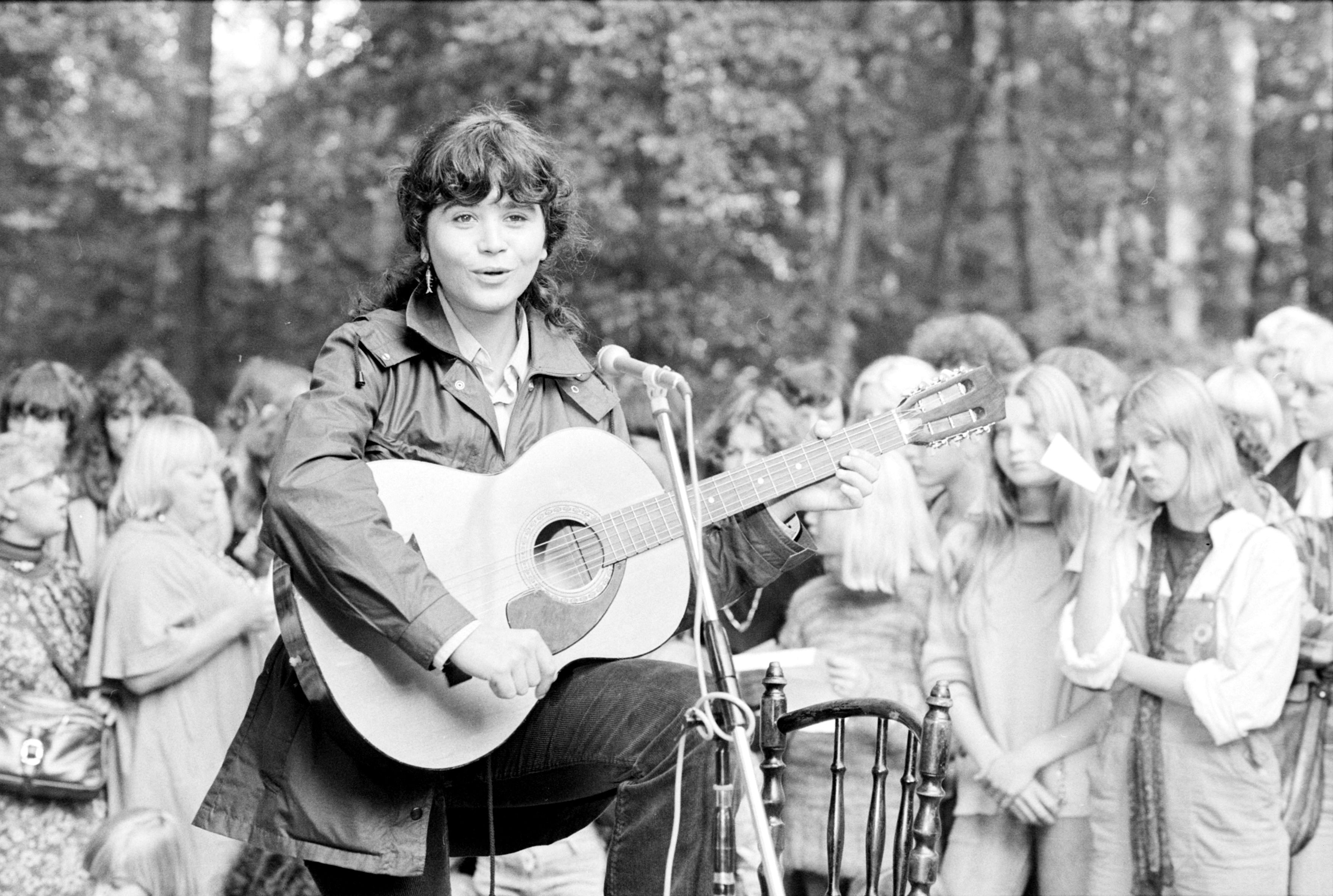
L'actrice française Maria Schneider a refusé de jouer Drusilla à cause des scènes dénudées et érotiques.
C'est l'actrice britannique Teresa Ann Savoy qui a tenu le rôle.

Orson Welles s'est d'abord vu offrir un million de dollars pour incarner Tibère, un chiffre qui aurait été son salaire le plus élevé, mais il refuse pour des raisons morales lorsqu'il lit le scénario. Plusieurs acteurs britanniques de renom acceptent de tourner le film comme Malcolm McDowell, déjà connu pour le sulfureux Orange mécanique (1971), Helen Mirren, dont c'est l'un des premiers films d'ampleur, Peter O'Toole, dont la réputation n'est plus à faire depuis Lawrence d'Arabie (1962), John Steiner, qui avait déjà une solide expérience dans le cinéma italien et John Gielgud, qui venait de jouer dans Providence (1977) d'Alain Resnais. Gielgud se vit également offrir le rôle de Tibère, qu'il refusa, estimant que le scénario de Vidal était « pornographique », mais il accepta plus tard le rôle plus discret de Nerva.
L'actrice française Maria Schneider, célèbre pour sa prestation dans Le Dernier Tango à Paris (1975), est d'abord engagée dans le rôle de Drusilla, la sœur condamnée de Caligula ; mais, lors du tournage, elle se sent mal à l'aise dans les scènes dénudées et érotiques, et quitte la production. Elle est remplacée au débotté par Teresa Ann Savoy, une actrice britannique avec laquelle Brass avait déjà travaillé dans Salon Kitty (1975). Schneider avait aussi apparemment irrité Brass en cousant les tuniques ouvertes qu'elle était censée porter devant la caméra.
Les acteurs italiens sont cantonnés aux rôles secondaires. Guido Mannari, aperçu dans des westerns, des drames ou des polars comme Storia de fratelli e de cortelli (1973) incarne ici le préfet du prétoire Macron, fidèle de Caligula, qui finit néanmoins la tête tranchée par une faux mécanique alors qu'il est enterré jusqu'au cou dans une arène. Son épouse dans le film, Ennia, est interprétée par l'actrice milanaise Adriana Asti, connue pour ses rôles intellectuels chez Bernardo Bertolucci dans Prima della rivoluzione (1964) ou chez Susan Sontag dans Duo pour cannibales (1969). Son rôle dans Caligula sera surtout remarqué pour la scène durant laquelle elle prend un bain de sperme. Sa participation dans le film lui vaudra d'ailleurs un procès, ainsi qu'à Peter O'Toole et Malcolm MacDowell. L'acteur Leopoldo Trieste, habitué aux comédies à l'italienne dans les années 1960, incarne ici Charicles. Paolo Bonacelli, qui s'était déjà illustré dans un autre film provocateur, Salò ou les 120 Journées de Sodome (1975) de Pier Paolo Pasolini, interprète ici le centurion Cassius Chaerea. Mirella D'Angelo, aperçue dans le poliziottesco Opération Jaguar (1976) avec Maurizio Merli, joue ici Livia, la sœur de Caligula, tandis que Giancarlo Badessi interprète Claude, qui dans le film succède à Caligula.
Selon Guccione, Tinto Brass a fait jouer les sénateurs et les nobles par ses propres connaissances, y compris d'anciens détenus, des voleurs et des anarchistes de ses amis,. Guccione a fait appel aux mannequins de charme du magazine Penthouse, les « Penthouse Pets », comme figurantes dans les scènes érotiques.

### Tournage
Le tournage commence le 5 août 1976 à Rome,. Malcolm McDowell s'entend bien avec Tinto Brass, tandis que Peter O'Toole se met immédiatement à détester le réalisateur. John Gielgud et Helen Mirren sont quant à eux neutres vis-à-vis de Brass ; ils font confiance en sa direction et préfèrent se concentrer sur leurs propres prestations. O'Toole avait arrêté de boire avant le tournage, mais Guccione a parlé de lui comme étant « sous l'emprise de quelque chose » et n'ayant pas dessoûlé durant toute la durée du tournage.
Guccione s'est aussi plaint du comportement de Malcolm McDowell, qualifiant l'acteur de « superficiel » et de « radin ». Selon Guccione, au cours de la production du film, McDowell a emmené des membres de la production dîner dans un restaurant coûteux pour célébrer la victoire de l'Angleterre dans un match de football contre l'équipe italienne, et a demandé au chorégraphe de payer le repas, disant qu'il avait oublié d'apporter assez d'argent. Toujours selon Guccione, à la fin de la production, McDowell a donné à son habilleuse un pendentif portant son nom, mais il était mal orthographié et elle le lui a rendu. Alors, McDowell lui offrit une chevalière, mais elle refusa de nouveau car c'était un accessoire du film qui appartenait en réalité à la maison de production.
Brass décide de ne pas se concentrer sur les décors élaborés de Danilo Donati, et garde intentionnellement les mannequins de charme de Penthouse à l'arrière-plan pendant les scènes érotiques, ne les filmant parfois pas du tout. D'après Guccione, à chaque fois qu'il le pouvait, Brass préférait filmer des femmes « vieilles, grosses, laides et ridées » dans les scènes érotiques plutôt que les mannequins de charme jeunes et fines qui correspondaient aux canons de beauté du magazine américain. Guccione ajoute « Si Franco et moi n'étions pas venus sur le plateau de temps en temps, [Tinto Brass] aurait renvoyé nos filles. » En outre, Brass et Guccione n'étaient pas d'accord sur l'approche du film en matière d'érotisme ; Guccione voulait voir des scènes pornographiques avec du sexe non simulé, ce qui n'intéressait pas Tinto Brass, plus friand d'un érotisme extravagant et baroque comme celui de Satyricon (1969) de Federico Fellini ou celui qu'il tournera dans ses autres films.

### Postproduction

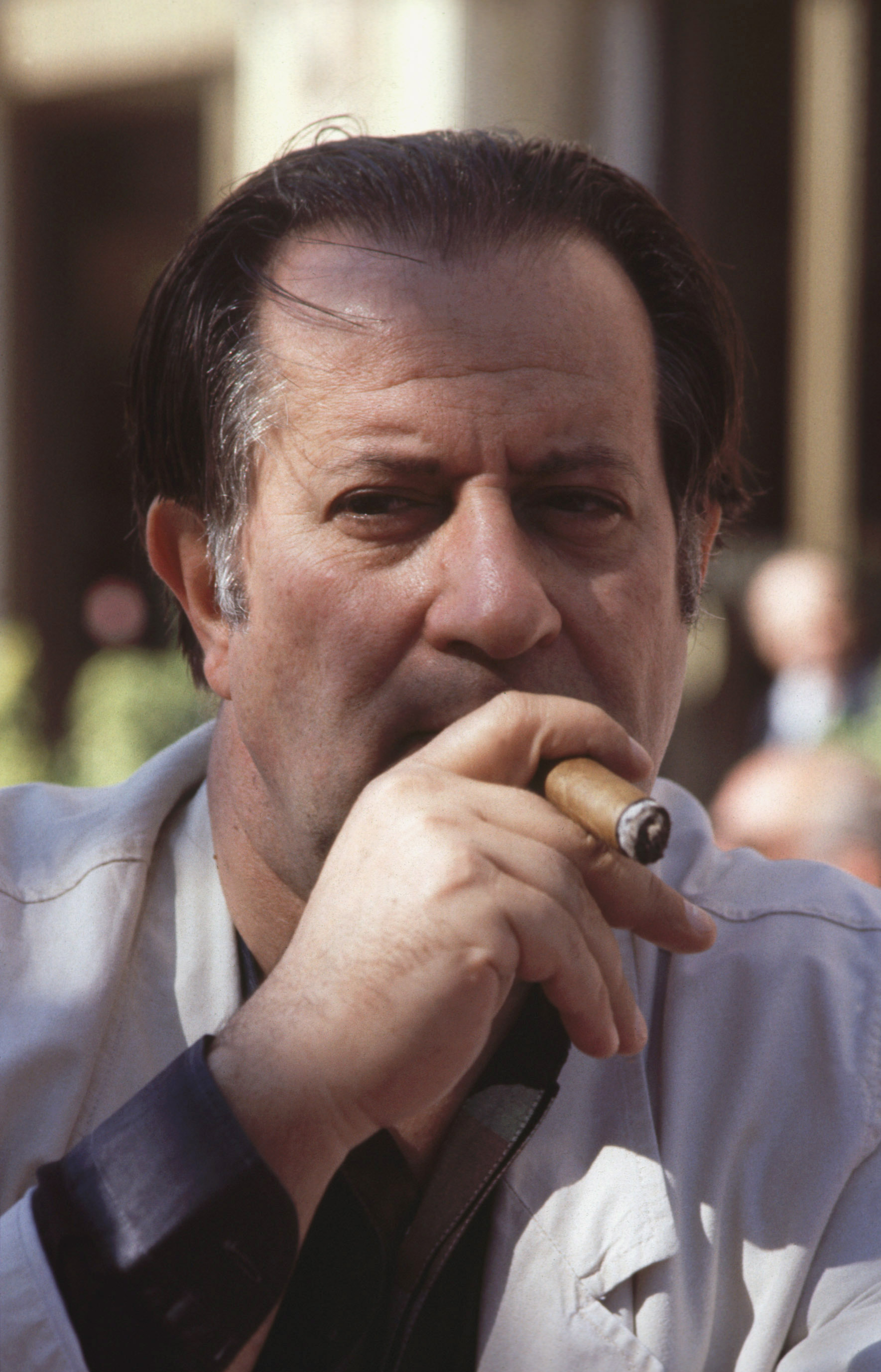
Le réalisateur Tinto Brass, qui a désavoué le film.

Le tournage s'est achevé le 24 décembre 1976. Selon Guccione, Brass a utilisé suffisamment de pellicule pour « refaire la version originale de Ben-Hur (1959) une cinquantaine de fois. » Brass commence à s'occuper lui-même du montage, mais après avoir monté environ la première heure du film, la production lui intime l'ordre de s'arrêter. Son montage brut est alors désassemblé et le film est remonté par plusieurs monteurs, qui en modifient le ton et la structure de manière significative en supprimant et en réorganisant de nombreuses scènes, en utilisant des prises différentes, un style de montage plus lent et une musique différente de celle voulue par Brass.
Quelques semaines après la fin du tournage, Bob Guccione et Giancarlo Lui retournent à Rome avec plusieurs mannequins de Penthouse. Guccione et Lui « engagent une équipe réduite, se faufilent dans les studios la nuit, dévalisent la salle des accessoires » et tournent un certain nombre de scènes pornographiques destinées à être ajoutées au montage final du film,. Les nouvelles scènes de sexe non simulées sont entre autres interprétées par les mannequins Anneka Di Lorenzo (en) et Lori Wagner, qui apparaissaient en tant que figurantes dans le métrage original de Brass. En conséquence, Brass décide de désavouer le film, et le générique ne le mentionne qu'en tant que chef opérateur.
Comme dans nombre de productions italiennes de l'époque, chaque acteur parle sa langue maternelle, en l'occurrence l'anglais et l'italien. Même s'il y a eu une prise de son directe sur le tournage, les dialogues sont partiellement inaudibles du fait du bruit dans les studios. Une version doublée en italien et une autre doublée en anglais sont donc réalisées en postproduction, la plupart des acteurs anglais ou italiens se doublant eux-mêmes pour leur langue maternelle.
| Acteur           | Voix anglaise    | Voix italienne         |
| ---------------- | ---------------- | ---------------------- |
| Malcolm McDowell | Malcolm McDowell | Massimo Turci (it)     |
| Teresa Ann Savoy | Teresa Ann Savoy | Isabella Pasanisi (it) |
| Guido Mannari    | Patrick Allen    | Glauco Onorato         |
| John Gielgud     | John Gielgud     | Alessandro Sperlì (it) |
| Peter O'Toole    | Peter O'Toole    | Sergio Graziani        |
| Bruno Brive      | Bruno Brive      | Piero Tiberi (it)      |
| Paolo Bonacelli  | Joss Ackland     | Paolo Bonacelli        |
| John Steiner     | John Steiner     | Pino Colizzi           |
| Helen Mirren     | Helen Mirren     | Vittoria Febbi         |
| Donato Placido   | Donato Placido   | Luciano De Ambrosis    |

Peter O'Toole était réticent à l'idée de réenregistrer ses dialogues en anglais ; il évitait les producteurs du film, bien que ceux-ci aient fini par le retrouver au Canada où ils l'ont quasiment « traîné devant un micro » pour enregistrer ses dialogues. Après la fin de la production, O'Toole a exprimé son aversion pour le film (bien que, selon Guccione, il n'ait même pas vu les épreuves) et a douté qu'il sortirait un jour.
Caligula passe tellement de temps en postproduction que le coproducteur du film, Franco Rossellini, craint qu'il ne sorte jamais. Rossellini décide alors de rentabiliser les coûteux décors et costumes de Caligula, dus principalement à Danilo Donati, en les réutilisant sans l'autorisation de Donati dans Messaline, impératrice et putain, une comédie érotique italienne de Bruno Corbucci ; ce film est sorti en Italie en 1977, soit deux ans avant que Caligula ne puisse être montré au public. Dans certains pays, Messaline est sorti après Caligula et a été faussement présenté comme sa suite : c'était plausible dans la mesure où Anneka Di Lorenzo (en) (Messaline) et Lori Wagner (Agrippine) tiennent le même rôle dans les deux films.

## Exploitation

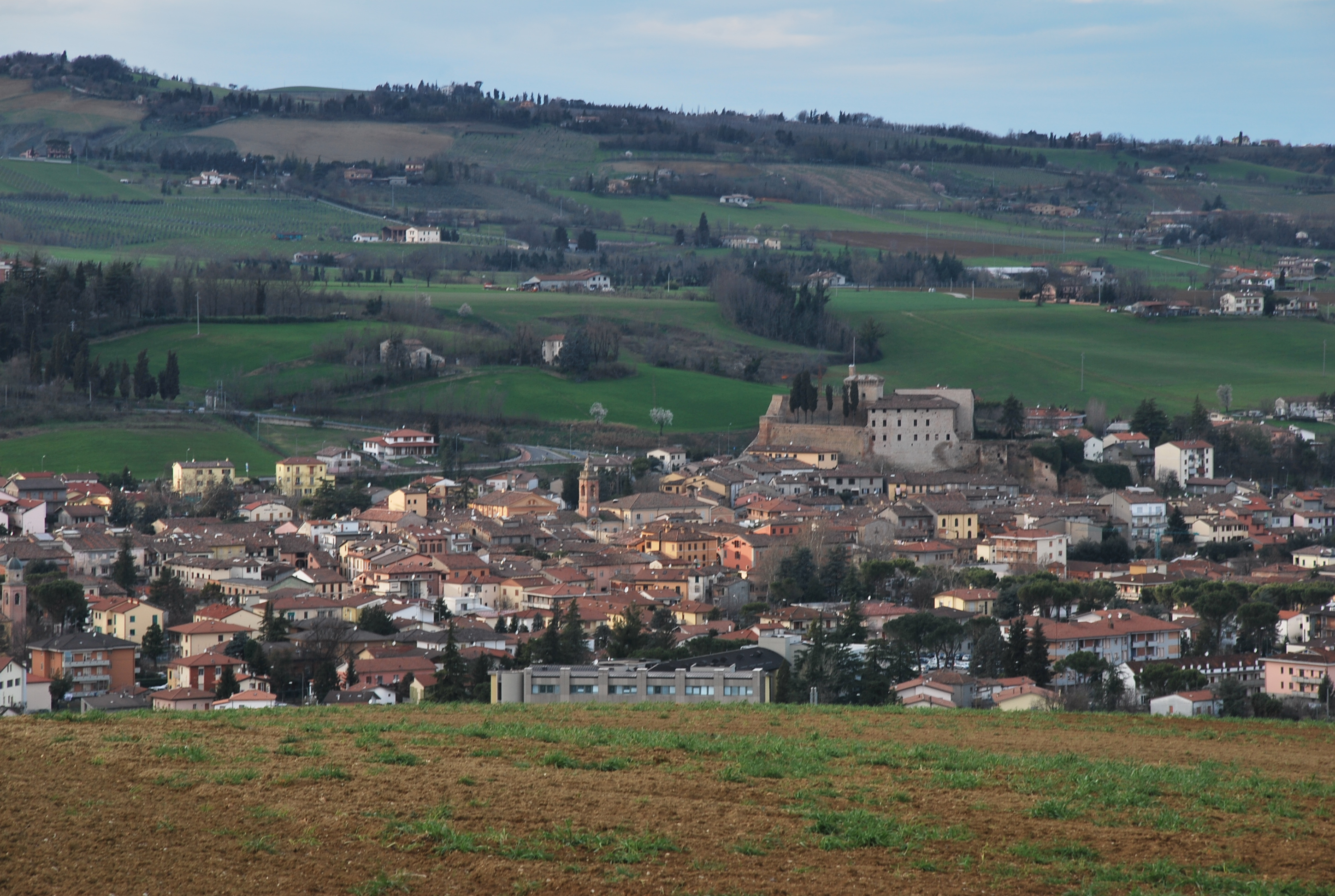
Le village de Meldola où le film est projeté en avant-première mondiale le 14 août 1979.

Le 19 juillet 1979, trois bonnes années après le début du tournage, le film obtient son visa de censure avec interdiction aux moins de 18 ans. Il est présenté en avant-première mondiale au Cinema Nuovo de Meldola (province de Forlì, en Italie) le 14 août et il est finalement distribué dans six cinémas de Rome et un d'Alessandria le 10 novembre, mais six jours plus tard, il est déjà saisi par les autorités judiciaires pour obscénité.
Dès l'avant-première en août, un citoyen avait déjà porté plainte, mais le juge d'instruction du tribunal de Forlì avait décider de ne pas donner suite. En novembre, de nombreuses plaintes entraînent la confiscation du film dans tout le pays et les auteurs du film (y compris Brass) sont traduits en justice. Le producteur Rossellini est condamné en première instance à quatre mois de prison et à une amende de 400 000 lires. Brass est acquitté car il a été exclu de la délicate phase de montage. La sentence du 21 novembre 1980 annule le jugement en première instance, mais le film est néanmoins confisqué et les 12 copies de Caligula détruites sur ordre du juge.
Aux États-Unis, Guccione refuse de soumettre Caligula à la Motion Picture Association parce qu'il ne veut pas que le film reçoive une classification, même X, qu'il considère comme « avilissante » ; il applique plutôt sa propre classification « pour public averti » au film, demandant aux propriétaires de salles de ne pas admettre de personnes de moins de 18 ans. L'avant-première du film aux États-Unis a lieu le 1er février 1980, au Trans Lux East Theatre, que Guccione a loué exclusivement pour la projection du film ; c'est à cette occasion qu'il rebaptise la salle de cinéma « Penthouse East ». Aux États-Unis, le film totalise 23 millions de dollars de recettes.
Plutôt que de louer des copies aux exploitants, le distributeur loue des salles spécialisées dans les films étrangers et le cinéma d'art et d'essai afin de projeter Caligula en exclusivité et d'éviter que le film ne soit projeté dans des salles qui diffusent des films pornographiques,. En 1981, la Commission de censure brésilienne approuve la création de salles spéciales pour projeter L'Empire des sens (1976) et Caligula, parce qu'ils étaient de grands succès internationaux.
Le film sort sur les écrans français le 2 juillet 1980,. Il engrange 243 909 entrées la première semaine et totalise 1 412 630 spectateurs, ce qui le place 24e du box-office France 1980. Globalement, le film est un succès commercial en France, en Allemagne de l'Ouest, en Suisse, en Belgique, aux Pays-Bas et au Japon.
La durée initiale de 156 minutes (environ 150 minutes avec l'accélération PAL) a ensuite été réduite de près de moitié pour certains pays afin de permettre une interdiction aux moins de 18 ans. En Argentine, le film a été interdit au public par la dictature militaire, ce qui était ironique, étant donné que Caligula était l'un des films les plus souvent projetés dans les casernes.

### Versions
| Version                       | Durée                                                | Note |
| ----------------------------- | ---------------------------------------------------- | --- |
| Version intégrale             | 156 minutes (version NTSC) 150 minutes (version PAL) | Version disponible aux États-Unis et en Europe continentale. Cette version contient des scènes de sexe simulées et non simulées et des scènes d'extrême violence. En France, elle est diffusée en juillet 1985 sur Canal+. Cette diffusion avait valeur de « test » pour la chaîne, qui a ainsi inauguré sa tradition de diffuser chaque mois un film pornographique, |
| Version cinéma au Royaume-Uni | 149 minutes                                          | En plus de supprimer environ 11 minutes de séquences explicites, les censeurs ont remplacé certaines scènes. Ces scènes alternatives ont été insérées sans précaution, provoquant des erreurs de continuité évidentes. En juillet 2009, cette version du film a été remplacée par la version intégrale.                                                               |
| Version censurée              | 105 minutes                                          | Version sortie en 1981 autorisée par Bob Guccione. Dans cette version, les scènes pornographiques et violentes ont été coupées ou remplacées par d'autres scènes. |
| Version censurée              | 102 minutes                                          | Sortie en 1999 en DVD et basée sur la version censurée de 1981. |
| Version Film4                 | 143 minutes                                          | Version créée en 1999 par la chaîne britannique Film4. Version dans laquelle les scènes sexuellement explicites ont été supprimées. |
| Version intégrale italienne   | 150 minutes                                          | Version italienne de l'édition américaine intégrale. En 2014, elle a été éditée en DVD, en anglais sous-titré en italien, le doublage intégral italien d'époque ayant été perdu. |
| Io, Caligola                  | 133 minutes                                          | Version réalisée en 1984 par Franco Rossellini. Cette nouvelle édition du film contient des éléments absents de toutes les autres versions du film. Elle est sortie en VHS en 1986, et c'est la seule édition avec doublage italien disponible en vidéo. |
| Caligula: The Ultimate Cut    | 157 minutes                                          | Version réalisée en 2023 par Thomas Negovan (en). Nouvelle édition du film réalisée en sélectionnant une partie des 96 heures du métrage original tournées par Tinto Brass. Présenté en mai 2023 dans la section Cannes Classics du 76e Festival de Cannes,. Sortie cinéma en France le 19 juin 2024.                                                                 |

#### Io, Caligola
Lorsqu'en 1981, une amnistie abolit le délit d'obscénité, Franco Rossellini peut à nouveau accéder au négatif du film qui était resté stocké au laboratoire Technicolor.
La confiscation ordonnée par les juges de Bologne demeurant sur les copies et le procès battant son plein, le producteur, espérant compenser le préjudice financier causé par la saisie du film, signe un accord entre Felix Cinematografica et la société française Gaumont pour redistribuer le film avec un nouveau montage, une nouvelle durée de 133 minutes et le nouveau titre Io, Caligola.
Rossellini réussit à convaincre les juges de Bologne que la nouvelle édition est sensiblement différente de la précédente. Le film, réduit par la censure italienne à une durée de 86 minutes seulement, reçoit son visa de censure (toujours interdit aux moins de 18 ans) le 29 mars 1984 et sort en salles deux jours plus tard.
Le 3 avril 1984, le procureur général de Forlì, Mario Angeletti, ordonne la saisie du film dans tout le pays pour « son obscénité flagrante dans son intégralité, avec la répétition d'images de rapports sexuels, même contre nature, et de scènes macabres de nature violente. »

## Accueil critique

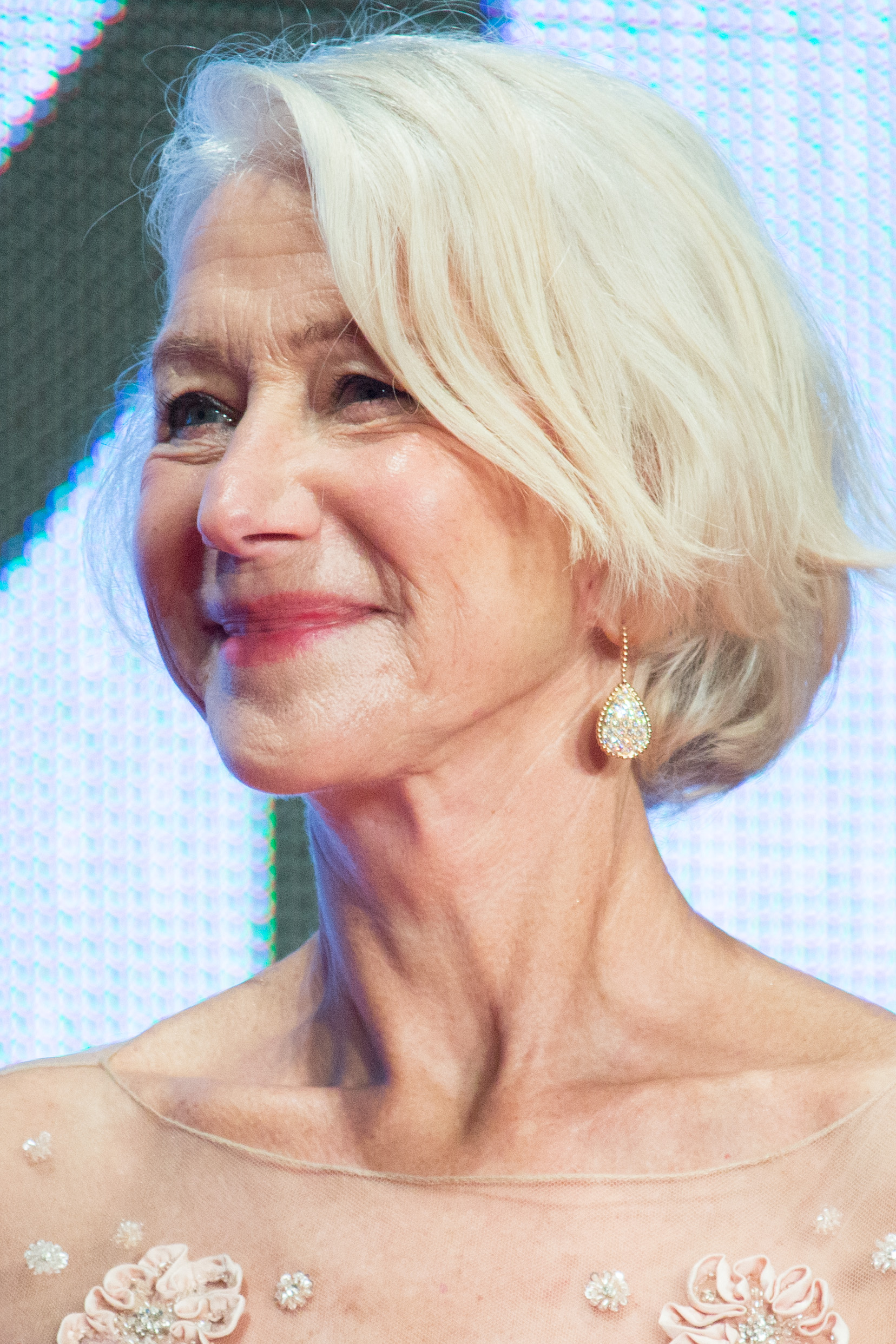
L'actrice Helen Mirren (ici en 2015), qui interprète Cæsonia, décrit a posteriori le film comme « un mélange irrésistible d'art et d'organes génitaux ».

Caligula a fait l'objet de critiques sévères dans le monde entier, tant de la part des critiques professionnels que des spectateurs. Il a souvent été reproché au film d'être une œuvre pornographique et fantaisiste.

Le critique de cinéma américain Roger Ebert lui attribue une note nulle, le qualifiant de « bouse écœurante, totalement inutile, honteuse », l'accusant d'être artistiquement vulgaire dans sa représentation du sexe et de la violence, et pour son incompétence technique dans sa réalisation et sa structure ; il écrit : 

« Dans les deux heures de ce film que j'ai visionnées, il n'y avait aucune scène de joie, de plaisir naturel ou de bonne humeur sensuelle. »

 Il s'agit de l'un des rares films qu'Ebert n'a pu voir jusqu'au bout — il est sorti deux heures après la fin des 170 minutes du film après s'être senti « dégoûté et incroyablement mal à l'aise ». D'autres critiques ont exprimé des avis similaires. Des journalistes du Hamilton Spectator et du St. Louis Post-Dispatch ont déclaré que Caligula était l'un des pires films qu'ils aient jamais vus.
En Allemagne de l'Ouest, le Lexikon des internationalen Films estime le film comme « une peinture de mœurs luxuriante et spéculative, pleine de sexe, de violence et de sadisme. » Le réalisateur avait peut-être en tête un « traitement moins trivial » du sujet, mais n'a rien pu « sauver » de ses ambitions dans le film.
Avec le temps, cependant, certains ont réévalué le film. Dans un livre consacré au film, William Hawes qualifie Caligula de « film culte ». Alors que des acteurs comme Malcolm McDowell et Peter O’Toole se sont distanciés du film dès sa sortie (« le film est un trop mauvais souvenir pour eux, rien que le mot Caligula suffit à les repousser »), l'actrice Helen Mirren a défendu son implication dans le tournage de Caligula et a même décrit la version intégrale du film comme « un mélange irrésistible d'art et d'organes génitaux ».

Selon le site DVDclassik, la version intégrale est une 

« hallucinante tentative réussie de mariage d’un film traditionnel à la syntaxe brillante, travaillée et au sujet classique et puissant avec des insertions de scènes pornographiques absolument — sinon objectivement — historiques et justifiées par l’action qu’elles renforcent au lieu de l’appauvrir. »

## Postérité
Avant même la sortie de ce Caligula, une comédie érotique italienne est sortie en 1977 intitulée Les Folles Nuits de Caligula (Le calde notti di Caligola), et réalisée par Roberto Bianchi Montero.
Plusieurs films d'exploitation italiens ont ensuite utilisé le nom de Caligula dans leur titre dans les années 1980, tels que Caligula et Messaline (Caligola e Messalina, 1981) de Bruno Mattei, Caligula, la véritable histoire (Caligola: La storia mai raccontata, 1982) de Joe D'Amato ou Les Orgies de Caligula (Roma. L'antica chiave dei sensi, 1984) de Lorenzo Onorati. À l'instar du premier Caligula, ces films sont souvent disponibles en plusieurs versions plus ou moins érotiques ou pornographiques.
Leonardo DiCaprio a cité Caligula comme une influence pour son interprétation du personnage de Jordan Belfort dans Le Loup de Wall Street (2013).
Selon Christian-Georges Schwentzel de l'université de Lorraine, le film Caligula renouvelle le péplum par sa dimension érotique et cruelle, et influencera les feuilletons américains tels que Rome (2005-2007) ou Game of Thrones (2011-2019), dans lequel le personnage de Joffrey Baratheon ressemble particulièrement à l'empereur Caligula.